# Scrophularia arguta
Scrophularia arguta é uma espécie de planta com flor pertencente à família Scrophulariaceae. 
A autoridade científica da espécie é Sol. ex Aiton, tendo sido publicada em Hort. Kew. 2: 342 (1789).

## Portugal
Trata-se de uma espécie presente no território português, nomeadamente no Arquipélago da Madeira.
Em termos de naturalidade é nativa da região atrás indicada.

## Protecção
Não se encontra protegida por legislação portuguesa ou da Comunidade Europeia.